# Sanghar
Sanghar – miasto w południowym Pakistanie, w środkowej części prowincji Sindh, stolica dystryktu Sanghar. Miasto liczy 62 033 mieszkańców. Miasto jest oddalone o około 90 km od miasta Hajdarabad, o około 113 km od miasta Umarkot i o około 187 km od miasta Sukkur.